# Schoenus tenuissimus
Schoenus tenuissimus là loài thực vật có hoa trong họ Cói. Loài này được Benth. miêu tả khoa học đầu tiên năm 1878.